# Arnošt Karel Hoyos
Arnošt Karel Jindřich říšský hrabě z Hoyos-Sprinzensteinu (německy Ernst Karl Heinrich Reichsgraf von Hoyos-Sprinzensein, 18. června 1830, Vídeň – 21. srpna 1903, Stixenstein, Dolní Rakousy) byl rakouský šlechtic a rakousko-uherský politik druhé poloviny 19. století. Jako bohatý velkostatkář v Dolním Rakousku a člen Panské sněmovny patřil k významným osobnostem veřejného života ve Vídni, kde také získal čestné občanství. Byl též rytířem Řádu zlatého rouna.

## Životopis

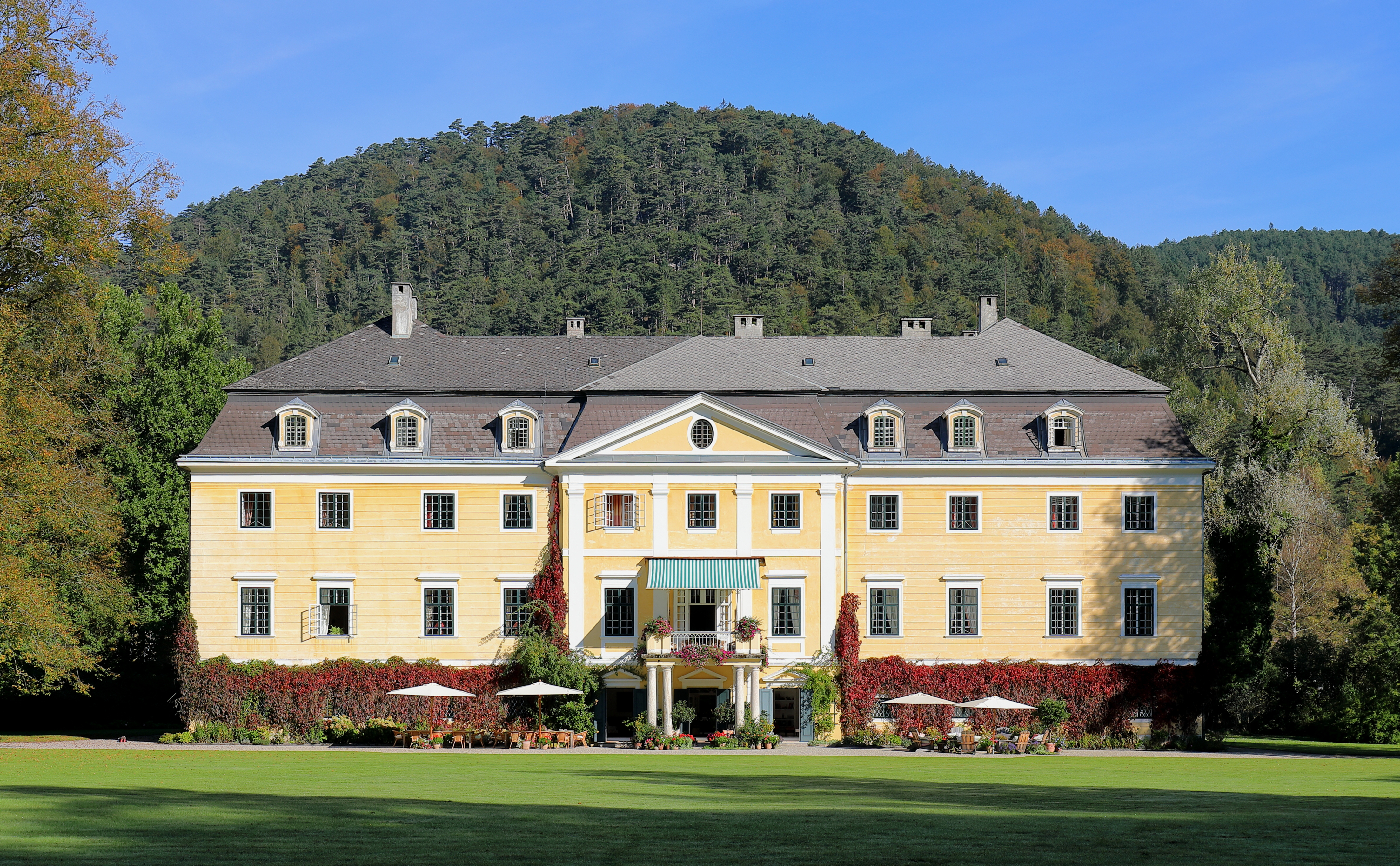
Zámek Gutenstein

Pocházel ze starého šlechtického rodu Hoyosů původem ze Španělska a od 16. století usazeného v Rakousku. Narodil se jako starší syn c. k. komořího a guberniálního rady hraběte Jindřicha Alfonse Hoyose (1804–1854) a jeho manželky Felicie, rozené hraběnky Zichyové (1809–1880). Arnošt Karel po absolvování gymnázia nastoupil ke studiu práv na vídeňské univerzitě, které ale nedokončil. V roce 1848 vstoupil do armády, z níž odešel do výslužby v roce 1854 s hodností rytmistra. Téhož roku převzal po otci správu rodového majetku, v roce 1855 získal titul c. k. komořího a později byl jmenován i tajným radou (1873). Jako držitel fideikomisu byl od roku 1861 dědičným členem rakouské panské sněmovny, v letech 1861-1867 byl zároveň poslancem dolnorakouského zemského sněmu. V Panské sněmovně zastával několikrát funkci druhého místopředsedy, nejdéle v obdobích 1898–1900 a 1901–1903. K jeho soukromým zájmům patřila architektura, což projevil nejen na svých soukromých statcích, ale i ve veřejném působení. V rámci Panské sněmovny byl v letech 1874–1883 členem komise pro výstavbu nové budovy parlamentu a celkově měl zájem o urbanistický vývoj vídeňské Ringstraße. Zastával také funkce v řadě dalších organizací, institucí a spolků, v letech 1890–1903 byl například viceprezidentem rakouské společnosti Červeného kříže. V roce 1889 obdržel Řád zlatého rouna. Získal též čestné občanství ve Vídni.

## Majetek

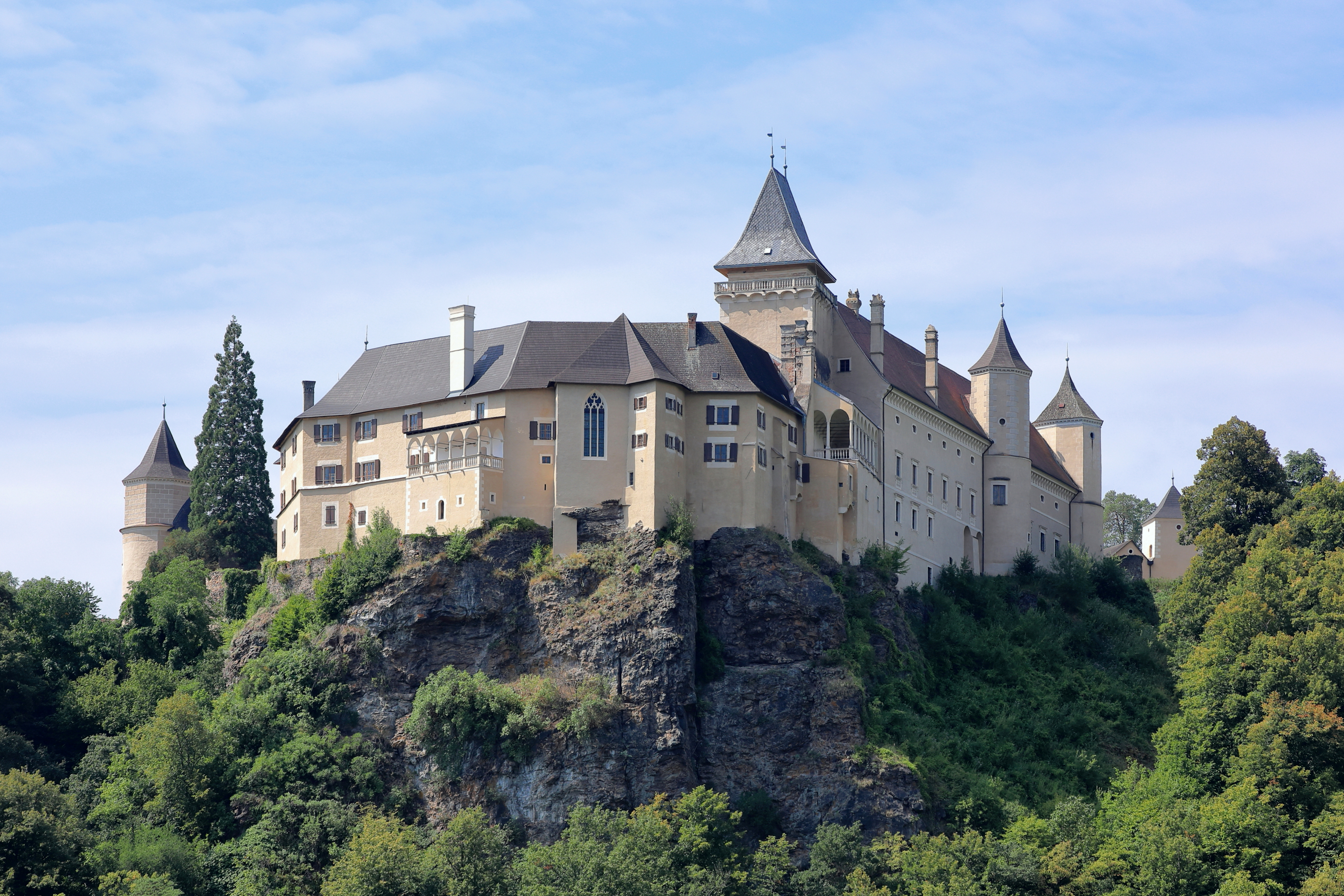
Zámek Rosenburg

Po otci se v roce 1854 stal dědicem rodového majetku v Dolním Rakousku, kde patřil k nejbohatším velkostatkářům. Největším správním celkem byl velkostatek Hohenberg v podhůří Alp, kde ale rodina nesídlila, protože místní hrad byl již od 17. století zříceninou. Západně od Vídeňského Nového Města se rozkládaly rozsáhlé velkostatky Gutenstein a Stixenstein s celkovou rozlohou přes 15 000 hektarů půdy. Zámky Gutenstein a Stixenstein využívala rodina pro letní pobyty, dále se na těchto panstvích nacházely zříceniny hradů Puchberg a Stolzenwörth. K panství Stixenstein patřil pramen Stixensteinquelle, který Arnošt Karel daroval v roce 1864 státu. Pramen byl zakomponován do nově budovaného vídeňského vodovodu a stal se prvním moderním zdrojem pitné vody pro hlavní město. Dalším majetkem Hoyosů byl velkostatek Horn poblíž hranic s jižní Moravou, zdejší zámek byl také příležitostným rodinným sídlem. K Hornu patřil zámek Rosenburg, jehož pečlivé rekonstrukci do původní podoby se hrabě Hoyos věnoval několik desetiletí a zámek byl koncem 19. století zpřístupněn veřejnosti. Severně od Hornu patřil Hoyosům velkostatek Drosendorf, který zdědili v roce 1822 po rodině Sprinzensteinů a na základě toho začali užívat alianční jméno Hoyos-Sprinzenstein. Celková rozloha hoyosovských velkostatků v Dolním Rakousku byla přes 32 000 hektarů půdy. Kromě toho vlastnili palác ve Vídni.

## Rodina

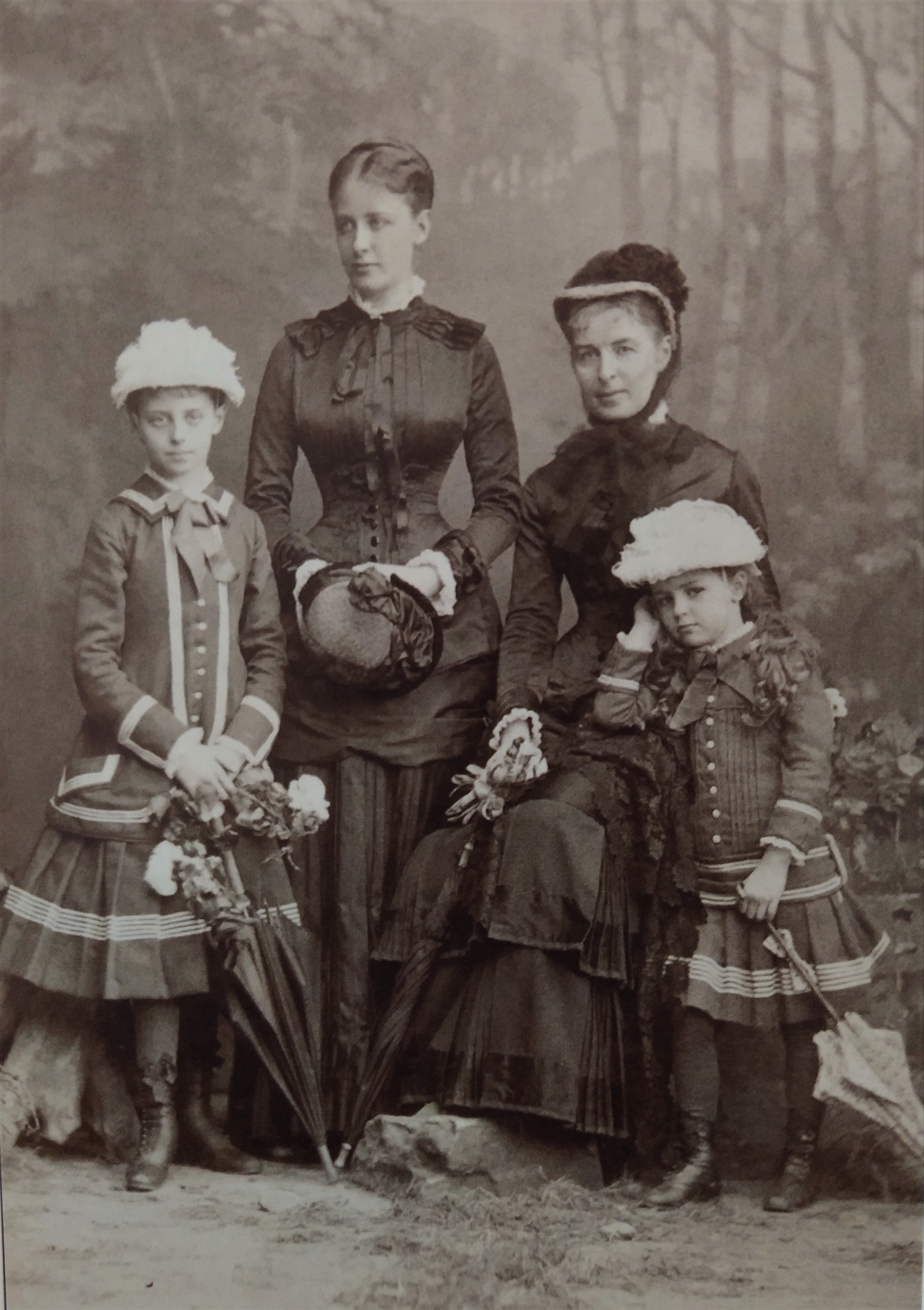
Hraběnka Eleonora Hoyos-Sprinzenstein, rozená Paarová, s dcerami Marií, Idou a Sofií (fotografie z konce 70. let 19. století)

V roce 1856 se ve Vídni oženil s hraběnkou Eleonorou Idou Marií Paarovou (1835–1913), dcerou knížete Karla Paara. Eleonora se později stala c. k. palácovou dámou a dámou Řádu hvězdového kříže. Z jejich manželství se narodilo osm dětí, dcery se provdaly za významné představitele české šlechty.
- 1. Arnošt Karel (28. listopadu 1856 – 10. června 1940), c. k. tajný rada, komoří, dědičný člen rakouské panské sněmovny, ⚭ 1883 Marie Leontina hraběnka Larisch-Mönnich (4. srpna 1862 – 2. března 1886)
- 2. Marie (12. srpna 1858 – 5. ledna 1938), c. k. palácová dáma, dáma Řádu hvězdového kříže, čestná dáma Maltézského řádu, ⚭ 1882 František hrabě z Clam-Gallasu (26. července 1854 – 20. ledna 1930), c. k. tajný rada, komoří, doživotní člen rakouské panské sněmovny, majitel velkostatků Liberec, Frýdlant, Grabštejn
- 3. Rudolf (*1860)
- 4. Alfred (6. července 1862 – 15. února 1899), c. k. komoří, nadporučík, státní úředník, ⚭ 1893 Kunigunda hraběnka Westphalenová z Fürstenbergu (28. března 1865 – 2. září 1955)
- 5. Jindřich (4. června 1865 – 28. dubna 1955), c. k. komoří, generálmajor, ⚭ 1905 Karolína hraběnka Trauttmansdorff-Weinsberg (10. dubna 1869 – 22. prosince 1959)
- 6. Karel (27. března 1867 – 20. září 1947), c. k. komoří, major
- 7. Ida (31. srpna 1870 – 27. ledna 1946), c. k. palácová dáma, dáma Řádu hvězdového kříže, nositelka Alžbětina řádu, ⚭ 1891 Karel IV. kníže ze Schwarzenbergu (1. července 1859 – 4. října 1913), dědičný člen rakouské panské sněmovny, poslanec českého zemského sněmu a říšské rady, c. k. tajný rada, rytíř Řádu zlatého rouna, majitel velkostatků Orlík, Čimelice, Osov atd.
- 8. Sofie (14. září 1874 – 24. března 1922), c. k. palácová dáma, dáma Řádu hvězdového kříže, čestná dáma Maltézského řádu ⚭ 1895 Adolf Arnošt z Waldstein-Wartenbergu (27. prosince 1868 – 17. června 1930), c. k. tajný rada, komoří, dědičný člen rakouské panské sněmovny, majitel velkostatků Mnichovo Hradiště, Duchcov, Doksy atd.

Z Arnoštových mladších sourozenců vynikl Ladislaus Maria (1834–1901), který se uplatnil v diplomacii a svou kariéru završil jako dlouholetý rakousko-uherský velvyslanec ve Francii (1883–1894). Z dalších bratrů proslul Josef Theodor (1839–1899), který sloužil v armádě a jako blízký přítel a pobočník korunního prince Rudolfa byl významným aktérem následníkovy dodnes nevyjasněné sebevraždy v Mayerlingu. Sestra Marie (1838–1926) se provdala za uherského šlechtice hraběte Dionýse (Dénes) Széchenyiho a byla nejvyšší hofmistryní arcivévodkyně Marie Josefy.